# Kettilsjön
Kettilsjön är en sjö i Härjedalens kommun i Härjedalen och ingår i Ljusnans huvudavrinningsområde. Sjön har en area på 0,163 kvadratkilometer och ligger 599,4 meter över havet. Sjön avvattnas av vattendraget Kettilsjöån.

## Delavrinningsområde
Kettilsjön ingår i det delavrinningsområde (687569-138742) som SMHI kallar för Mynnar i Blädjan. Medelhöjden är 606 meter över havet och ytan är 9,61 kvadratkilometer. Det finns inga avrinningsområden uppströms utan avrinningsområdet är högsta punkten. Kettilsjöån som avvattnar avrinningsområdet har biflödesordning 4, vilket innebär att vattnet flödar genom totalt 4 vattendrag innan det når havet efter 310 kilometer. Avrinningsområdet består mestadels av skog (72 procent) och sankmarker (21 procent). Avrinningsområdet har 0,16 kvadratkilometer vattenytor vilket ger det en sjöprocent på 1,7 procent.